# 243 Ida
För andra betydelser, se Ida.
243 Ida eller 1988 DB1 är en asteroid i asteroidbältet mellan planeterna Mars och Jupiter. Ida är en asteroid i Koronis-familjen och har många likheter med en annan asteroid, 158 Koronis. De två asteroiderna tros ha tillhört samma klot ursprungligen. Asteroiden har fått sitt namn efter Ide, som var en nymf i grekisk mytologi. Senare observationer med teleskop har resulterat i att Ida kategoriserats som en asteroid av S-typ. Asteroiderna finns i tre huvudtyper: S (silikat- eller stenasteroider), C (kolrika asteroider) och M (metallrika asteroider). S-typen är den vanligaste i den inre delen av asteroidbältet. 
Ida är på ett avstånd av 447 miljoner km från solen, tre gånger jordens avstånd från solen. Idas omloppstid runt solen är 4,84 år och dess rotationsperiod runt sin egen axel är 4,63 timmar. Ida har en starkt oregelbunden form med en genomsnittlig diameter på 31,4 km. Ytan består av en stor mängd kratrar av olika storlekar och ålder.

## Utforskning

Bilder från förbiflygning som visar Idas rotation

243 Ida upptäcktes den 29 september 1884 av  den österrikiske astronomen Johann Palisa i Wien.

### Dactyl
På väg mot planeten Jupiter flög rymdsonden Galileo förbi asteroidbältet två gånger. Vid passagen den 28 augusti 1993 kom sonden så nära som 2 390 km från Ida. Sonden tog ett flertal fotografier av asteroiden, som var den andra asteroiden, efter 951 Gaspra, som blev fotograferad av en rymdsond. På ett av dessa fotografier upptäcktes långt senare, den 17 februari 1994 av Ann Harch, att Ida har en liten måne. Idas måne Dactyl var den första asteroidmånen som upptäcktes. Fotona visade totalt 95 % av Idas yta. Galileos utforskning av Ida gav för första gången detaljerad information om asteroidens geologi.